# Domacyno
Domacyno (deutsch Dumzin) ist ein Dorf in der Woiwodschaft Westpommern in Polen. Es gehört zur Gmina Karlino (Stadt- und Landgemeinde Körlin) im Powiat Białogardzki (Belgarder Kreis).

## Geographische Lage
Das Dorf liegt in Hinterpommern, etwa 12 Kilometer südwestlich der Stadt Karlino (Körlin), 16 km westlich der Stadt Białogard (Belgard) und etwa 100 Kilometer nordöstlich der regionalen Metropole Stettin.
Die nächsten Nachbarorte sind im Norden Gościnko (Klein Jestin) und Karwin (Karvin), im Nordosten Zwartowo (Schwartow), im Südwesten Rokosowo (Rogzow) und im Nordwesten Ramlewo (Ramelow).

## Geschichte
Das Dorf wurde im Mittelalter im Herzogtum Pommern in der Form eines Zeilendorfes angelegt. Es wurde wohl erstmals in einer Urkunde von 1260 als „Domazen“ genannt, doch ist die Urkunde möglicherweise unecht. 1333 erschien es in einer Urkunde als „Dummetzin“. Auf der Großen Lubinschen Karte des Herzogtums Pommern von 1618 ist „Dumzyn“ eingetragen.
Nach der Darstellung von Ludwig Wilhelm Brüggemann (1784) soll Dumzin sich bereits 1243 im Besitz eines Gerhard von Damitz befunden haben und das älteste Stammhaus der adligen Familie Damitz sein. Doch liegen hierfür keine Quellen vor. Überliefert ist, dass Dumzin jedenfalls seit 1454 im Besitz der Familie Damitz war.
In Ludwig Wilhelm Brüggemanns Beschreibung des Herzogtums Vor- und Hinterpommern (1784) ist Dumzin unter den adeligen Gütern des Fürstentums Cammin aufgeführt. In Dumzin gab es damals ein Vorwerk, also den Gutsbetrieb, im Dorfe, außerhalb das neue Vorwerk Heinrichsfelde, sechs Bauernstellen und einen Schulmeister, insgesamt 18 Haushalte („Feuerstellen“). Dumzin gehörte damals den Gläubigern eines Rittmeisters von Damitz, war also der Familie Damitz verloren gegangen.
Um 1804 befand sich das Gut Dumzin im Besitz des Hauptmanns Otto Heinrich Albrecht von Borcke (* 7. April 1749; † 9. Dezember 1813), der es zusammen mit Karvin B und Klein Jestin seinem Schwiegersohn, dem General Christian Adolf von Roebel, hinterließ. Nach dessen Tod kam Dumzin an seine Witwe, dann an einen ihrer Söhne. Um 1867 gab es in dem Dorf Dumzin eine Schule und 17 Wohnhäuser, und es lebten dort 240 Einwohner in 39 Familien. 1898 kaufte ein Rittmeister a. D. Paul Rübsam das Gut Dumzin.
1936 und 1937 wurde das Gut Dumzin schließlich aufgesiedelt. Dabei wurden, anders als zuvor in Pommern üblich, die Neubauernstellen nicht in der Feldmark verteilt angelegt, sondern nahe beieinander in zwei Straßen am Dorfrand. Der bisherige Gutshof wurde als Lager des weiblichen Reichsarbeitsdienstes und als Schule genutzt.
Bis 1928 bildete Dumzin einen eigenen Gutsbezirk. Mit der Auflösung der Gutsbezirke in Preußen wurde Dumzin in das benachbarte Karvin eingemeindet. Als Teil der Gemeinde Karvin gehörte Dumzin bis 1945 zum Landkreis Kolberg-Körlin in der Provinz Pommern.
Gegen Ende des Zweiten Weltkriegs wurde Dumzin am 4. März 1945 von der Roten Armee besetzt. Dumzin kam wie ganz Hinterpommern an Polen und erhielt den polnischen Namen „Domacyno“. Viele Einwohner wurden in zwei Transporten im Dezember 1945 vertrieben. Andere mussten weiter für die neuen polnischen Bewohner arbeiten, bis sie später ausgesiedelt wurden.
Das Dorf ist heute ein Teil der Gmina Karlino (Stadt- und Landgemeinde Körlin), in der es ein eigenes Schulzenamt bildet.

## Entwicklung der Einwohnerzahlen
- 1816: 113[5]
- 1864: 231[5]
- 1871: 213[5]
- 1895: 156[5]
- 1905: 207[5]
- 1919: 215[5]
- 1925: 211[5]
- 2014: 153[1]

## Persönlichkeiten
- Christian Adolf von Roebel (1772–1848), preußischer Generalmajor, starb auf seinem Gut Dumzin